# マタアイマショウ
「マタアイマショウ」は、SEAMOの4枚目のシングル。2006年4月5日にBMG JAPANよりリリースされた。

## 解説
初回限定盤には、特典として前作「a love story」のPVを収録したDVDが封入されている。次作「ルパン・ザ・ファイヤー」の初回限定盤には、本シングル表題曲のPVがDVD封入されている。
楽曲が口コミやラジオオンエアなどで広まり、ロングヒットを記録する。着うたダウンロード件数は200万件を突破。
オリコンデイリーチャートでは最高位8位を記録した。その前日、SEAMOはテレビ朝日系『ミュージックステーション』にこの曲で登場している。また2006年のNHK紅白歌合戦に、本曲と「ルパン・ザ・ファイヤー」のミックスバージョンで初出場した。

## 収録曲
全作曲：Naoki Takada & Shintaro "Growth" Izutsu　
1. マタアイマショウ
作詞：Naoki Takada　編曲：Shintaro "Growth" Izutsu & Takahito Eguchi
テレビ朝日系『ビートたけしのTVタックル』のエンディングテーマ、およびオリジナル短編アニメーション『東京マーブルチョコレート』の主題歌になっている。後者の作品には、SEAMO本人も声優として出演している。
この曲がヒットするまで収入がほとんどなかったSEAMOはパチスロで生計を立てており、その事による生活不安から当時付き合っていた彼女に振られ、その体験から制作された曲である。なお、パチスロで生計を立てていた当時の年収はおよそ200万円であったことを、上記のエピソードとセットで『音楽戦士 MUSIC FIGHTER』（日本テレビ）内で明かしている。
PVには、2番の最初に野久保直樹が出演している。SEAMOが女性にひっぱたかれるシーンなどが撮影された[1]。もっと話題性があり笑いを狙ったものにしようという案もあったが、SEAMO本人の意向により、歌詞のシンプルさをそのまま伝えられる作風に制作された[2]。
2019年、デビュー15周年を記念し、マタアイマショウのアザーバージョン「マタアイマショウ 15th Anniversary ver.」のミュージック・ビデオが公開された[3]。
2. We Fight!
作詞：Naoki Takada　編曲：Shintaro "Growth" Izutsu
3. Brotherhood
作詞：Naoki Takada, RYUTA & Mountaineer Chef　編曲：hiroto suzuki
第55回さっぽろ夏まつりコラボレーションソング
SEAMOの長年の親友であるDJ龍太とのコラボレーション曲。北海道のバンドMountaineer Chefも参加している。
4. マタアイマショウ (Instrumental)
5. We Fight! (Instrumental)
6. Brotherhood (Instrumental)

## カバー
| 曲名             | アーティスト | 収録作品       | 発売日         | 備考 |
| ---------------- | ------------ | -------------- | -------------- | ---- |
| マタアイマショウ | 山猿         | 『えんむすび』 | 2017年11月22日 |      |